# خوارزمية دي بور
في الحقل الرياضياتي الذي ينتمي للتحليل العددي، تعتبر خوارزمية دي بور خوارزمية استقرار عددي لتقييم منحنيات سبلاين التي تتخذ شكل منحنى B. وهو تعميم لخوارزمية دوكاستلجو لمنحنى بيزيه. وضع هذه الخوارزمية كارل دي بور. .